# فلاشا
یهودیان فلاشا (به عبری: ביתא ישראל) به قومی یهودی گفته می‌شود که سابقاً در کشور اتیوپی زندگی می‌کردند ولی اکنون اکثراً به کشور اسرائیل مهاجرت کرده‌اند.

## نگارخانه

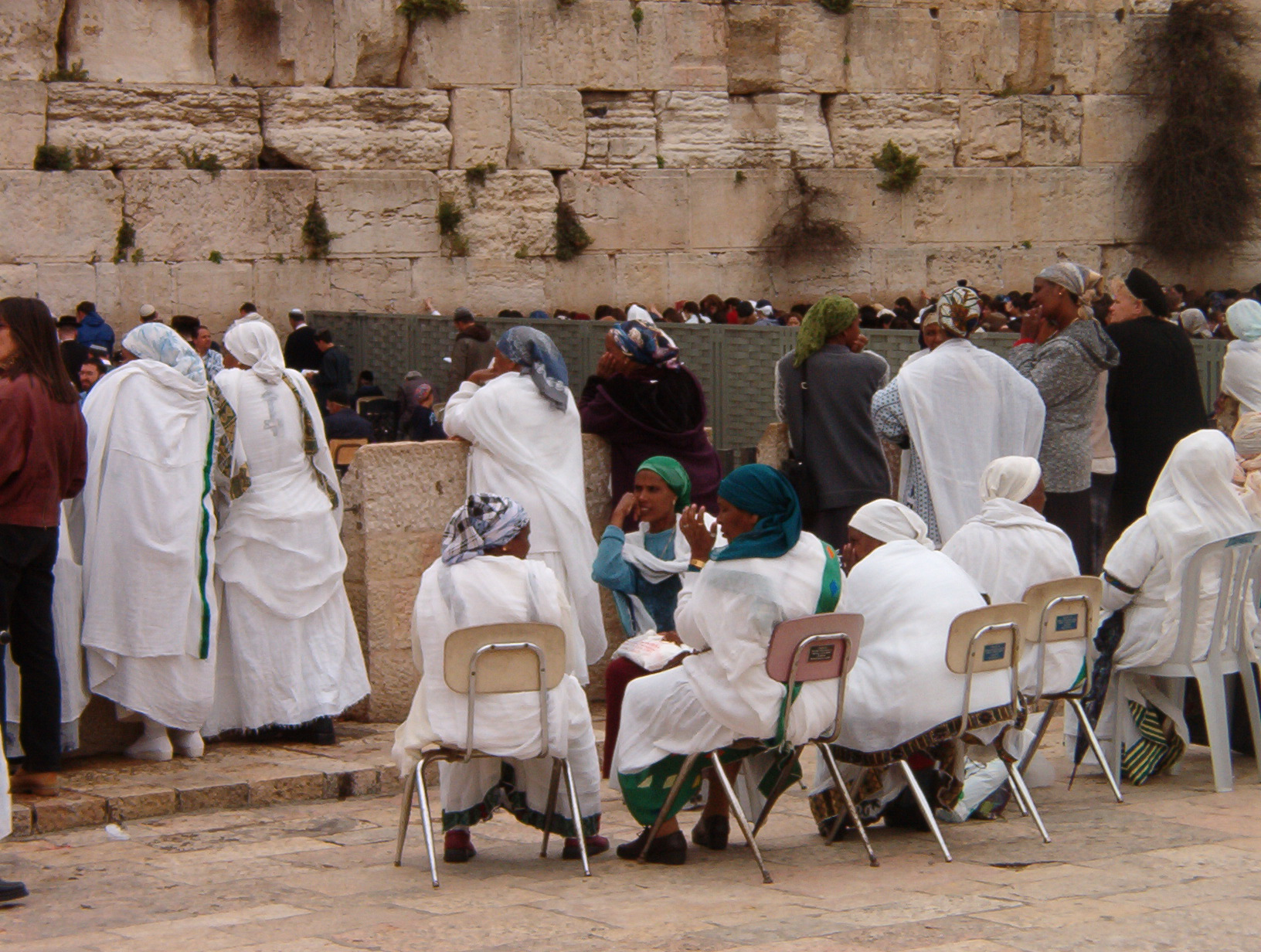
گروهی از زنان فلاشا در حال عبادت در کُتل.
یهودیان اتیوپیایی در حال سوار شدن بر بوئینگ ۷۴۷ باربری ال عال، در بخشی از عملیات سلیمان که توسط موساد و نیروهای دفاعی اسرائیل انجام گرفت.
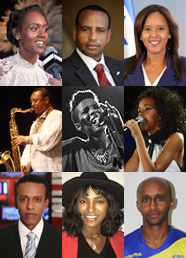
برخی از فلاشاها